# Diálogo de los oradores

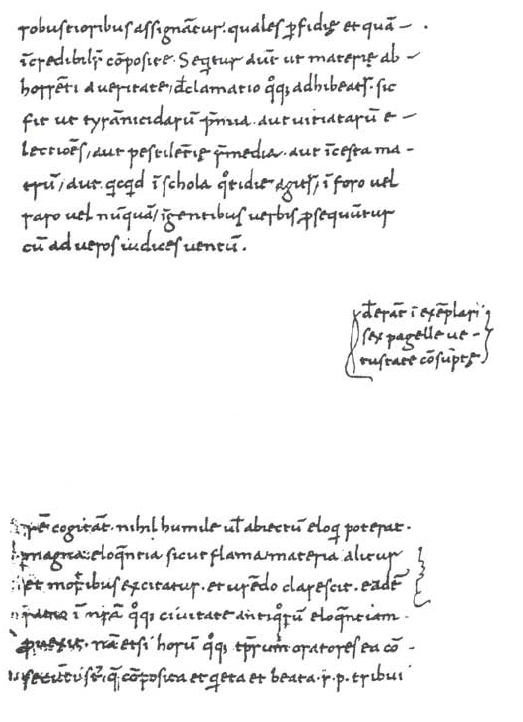
Página del Diálogo sobre los oradores en el Manuscrito de Leiden

El Diálogo de los oradores (Dialogus de oratoribus, en latín) es un breve libro de Tácito, en forma de diálogo, sobre el arte de la retórica. Su fecha de composición se desconoce, aunque su dedicatoria a Lucio Fabio Justo ubica su publicación alrededor del año 102.
El diálogo en sí, ambientado en el año 75 o 77, sigue la tradición de los discursos de Cicerón sobre temas retóricos y filosóficos. El comienzo de la obra es un discurso en defensa de la elocuencia y la poesía. Trata después de la decadencia de la oratoria, para la que la causa se dice que es el declive de la educación, tanto en la familia como en la escuela, del futuro orador. La educación no es tan adecuada como lo fue en el pasado; los maestros no están preparados y una retórica inútil a menudo reemplaza a la cultura general.
Después de una sección incompleta, el Diálogo acaba con un discurso pronunciado por Materno relatando lo que algunos creen que es la opinión de Tácito. Materno cree que la gran oratoria fue posible con la libertad respecto a cualquier poder, más precisamente en la anarquía que caracterizó la República Romana durante las guerras civiles. Se convirtió en anacrónico e impracticable en la calmada y ordenada sociedad que resultó de la institución del Imperio romano. La paz, garantizada por el Imperio, debía aceptarse sin lamentaciones como una edad previa que era más favorable a la amplia divulgación de la literatura y el crecimiento de gran personalidad.
Algunos creen que en la base de toda la obra de Tácito está la aceptación del Imperio como el único poder capaz de salvar al estado del caos de las guerras civiles. El Imperio redujo el espacio de los oradores y de los hombres políticos, pero no había alternativa viable a él. A pesar de todo, Tácito no acepta el gobierno imperial de manera apática, y muestra, como en Agrícola la posibilidad que quedaba de hacer elecciones que son dignas y útiles al estado.
La fecha de publicación del Diálogo es insegura, pero probablemente se escribió tras el Agrícola y la Germania. Muchas características lo diferencian de otras obras de Tácito, de manera que su autenticidad podía ser cuestionada, incluso si siempre está agrupada con el Agrícola y la Germania en la tradición manuscrita. La forma de hablar en el Diálogo parece más cercano del modelo de Cicerón, refinado pero no prolijo, que inspiró las enseñanzas de Quintiliano; carece de las incongruencias que son típicas de las grandes obras históricas de Tácito. Pudo haber sido escrita cuando Tácito era joven; su dedicación a Fabio Tácito daría así la fecha de publicación, pero no la fecha de escritura. Más probablemente, el estilo inusualmente clásico puede explicarse por el hecho de que el Diálogo es una obra de retórica. Para este género la estructura, el idioma y el estilo de Cicerón eran los modelos usuales.